# Ralph G. Brooks

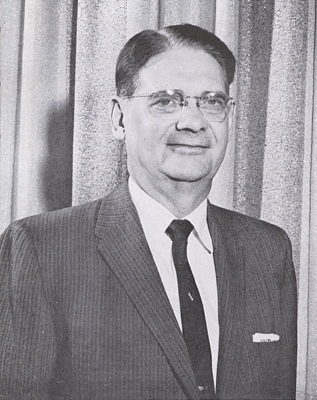
Ralph G. Brooks

Ralph Gilmour Brooks (* 6. Juli 1898 in Eustis, Frontier County, Nebraska; † 9. September 1960 in Lincoln, Nebraska) war ein US-amerikanischer Politiker und von 1959 bis 1960 der 30. Gouverneur des Bundesstaates Nebraska.

## Leben
Ralph Brooks absolvierte im Jahr 1925 die Nebraska Wesleyan University. Anschließend studierte er an der University of Nebraska Jura, wo er bereits 1926 sein Examen ablegte. Brooks wurde aber nie auf dem juristischen Gebiet tätig. Bis 1932 studierte er Pädagogik, um Lehrer werden zu können. Danach folgte eine erfolgreiche Laufbahn im Schuldienst. Brooks unterrichtete an verschiedenen Schulen in Nebraska und Iowa. In McCook wurde er dann als Superintendent of Schools mit der Aufsicht über die Schulen der Stadt betraut.

## Politik
Brooks bewarb sich im Jahr 1942 erfolglos um einen Sitz im Kongress. 1958 wurde er von der Demokratischen Partei als Kandidat für die anstehende Gouverneurswahl nominiert. Bei dieser gelang es ihm, den republikanischen Amtsinhaber Victor Emanuel Anderson zu schlagen. Brooks trat sein neues Amt am 8. Januar 1959 an. In seiner Amtszeit förderte er die Industrie in Nebraska und trat für den Ausbau des Autobahnnetzes sowie eine verbesserte Verkehrssicherheit ein. Noch vor Ablauf seiner Amtszeit verstarb Ralph Brooks am 9. September 1960. Er war zweimal verheiratet und hatte eine Tochter.